# Kamp Schoorl

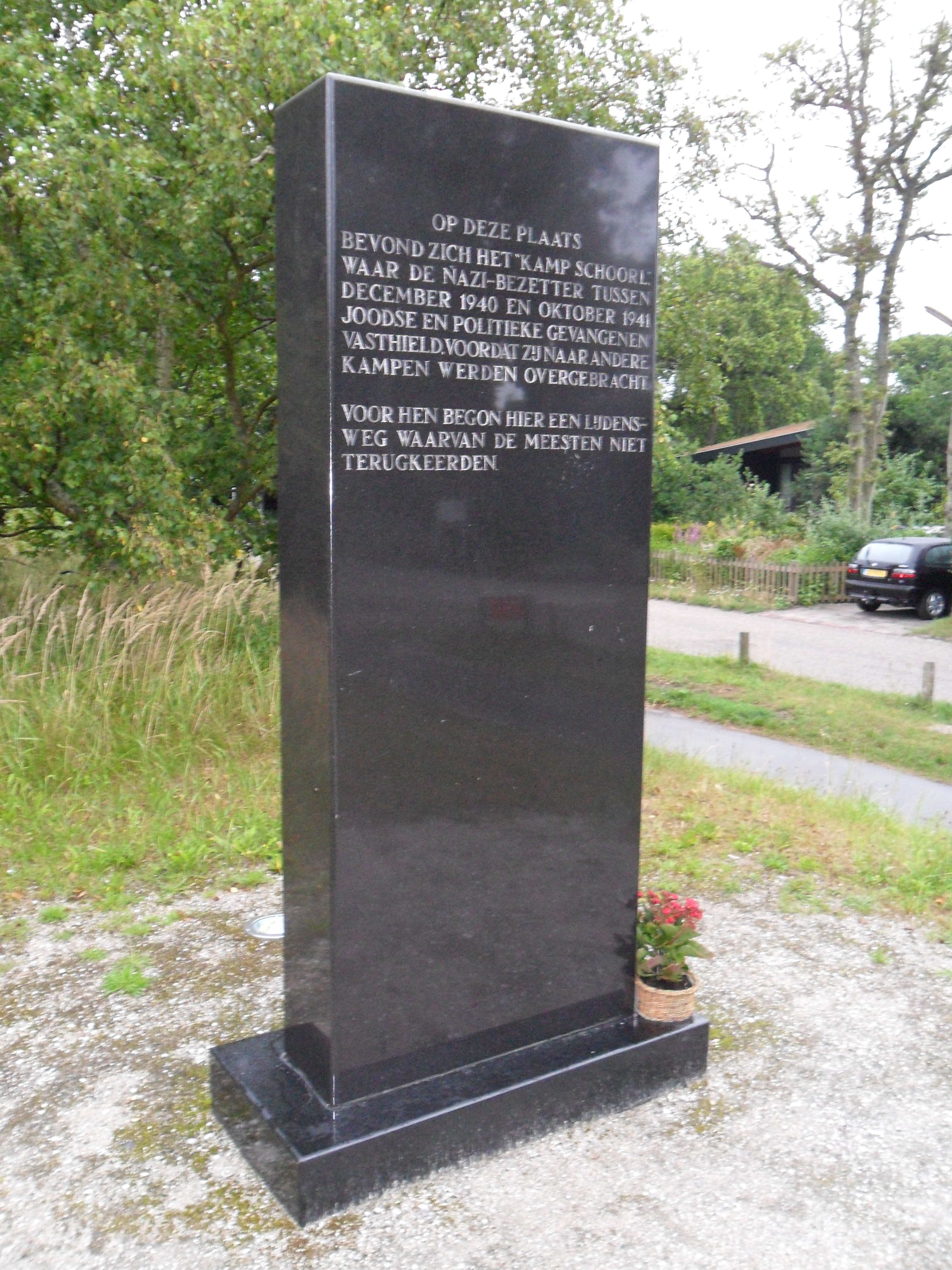
Herdenkingsmonument op de voormalige locatie van Kamp Schoorl

Kamp Schoorl bij Schoorl (Noord-Holland) werd in 1939 ingericht als legerkamp. In de Tweede Wereldoorlog werd het kamp door de Duitse bezetter gebruikt als internerings- en concentratiekamp. Schoorl was het eerste gevangenenkamp dat de Duitsers in Nederland inrichtten. Eind 1941 werd het gesloten.

## Commandanten
De eerste commandant was SS-Untersturmführer Arnold Schmidt. Hij werd opgevolgd door SS-Untersturmführer Hans Friedrich Stöver. SS-Untersturmführer Karl Berg was kamp commandant van juni 1941 tot de sluiting in oktober 1941.

## Gevangenen
Het kamp werd in eerste instantie gebruikt voor de internering van buitenlanders die ten tijde van de Duitse machtsovername in Nederland verbleven. Vervolgens werd het kamp gebruikt als doorvoerkamp voor bijna 425 Joden uit Amsterdam die op 22 en 23 februari 1941 bij de razzia in de Jodenbuurt waren opgepakt. Vanuit Schoorl werden in totaal 649 Joden naar Buchenwald en van daar naar Mauthausen getransporteerd. Van deze 649 overleefden slechts twee de oorlog.
Later kwamen daar communisten bij, die door de Nederlandse politie gearresteerd waren. Zij stonden op lijsten die door de lokale politie-inlichtingendiensten voor de oorlog aangelegd waren; ze werden op 25 en 26 juni 1941 gearresteerd naar aanleiding van de Duitse inval in de Sovjet-Unie. De Duitsers hadden aantallen te arresteren communisten opgegeven, de politie maakte een keuze wie gearresteerd moest worden en arresteerde vaak meer mensen dan waar de Duitsers om gevraagd hadden. Bijna alle communisten zijn in Neuengamme terechtgekomen en de meesten om het leven gekomen door vergassing in Bernburg, medische experimenten met tuberculose, uitputting in concentratiekampen of bij de ondergang van de Cap Arcona.
Begin maart 1941 werden bijna tweehonderd jonge mannen uit Sommelsdijk een maand in Kamp Schoorl geïnterneerd wegens belediging van het Duitse leger en de Nederlandse politie. In mei werden circa 300 Nederlandse luchtmachtofficieren geïnterneerd op verdenking van hulpverlening aan collega's die met een Fokker G.I-jachtkruiser waren ontsnapt naar het Verenigd Koninkrijk.
In juni werden 100 antirevolutionairen in Kamp Schoorl opgesloten, en 600 communisten tot begin augustus toen zij werden overgebracht naar Kamp Amersfoort. Op 18 augustus 1941 werd een groep van bijna tweehonderd preventief gearresteerde communisten eveneens naar Kamp Amersfoort overgebracht, en daarna werden nog 250 gevangenen naar Kamp Amersfoort overgebracht. De 25 vrouwen onder de gevangenen werden via Amsterdam naar Ravensbrück gestuurd.

## Sluiting en later
Eind oktober 1941 werd Kamp Schoorl gesloten, waarschijnlijk omdat het te klein was, te dicht bij de kust lag en bovendien te ver van een spoorweg lag verwijderd.
Na de bevrijding in 1945 werd het kamp gebruikt voor internering van NSB'ers en collaborateurs. De bewakers waren veelal dienstplichtige soldaten; een van hen was Frédéric Bastet. In 1949 werd het kamp gesloten.                         Echter er waren plannen van de Nederlandse regering om na de oorlog 8000 communisten te interneren, later is dit terug gebracht naar 1500 om nog later geheel niet door te gaan omdat de kosten te hoog waren.                    Tegenwoordig is op de locatie het bezoekerscentrum Schoorlse Duinen van Staatsbosbeheer gevestigd.
Alfabetisch op naam.  Indien een kamp meerdere rollen had, staat het in de "hoogste" groep.
Zie ook: Lijst van naziconcentratiekampen · Jappenkampen in Nederlands-Indië · Lijst van jappenkampen